# Gurghiu (Mureș)
Gurghiu é uma comuna romena localizada no distrito de Mureș, na região histórica da Transilvânia. A comuna possui uma área de 123.69 km² e sua população era de 6230 habitantes segundo o censo de 2007.